# Yeongwol Challenger Tennis
El Yeongwol Challenger Tennis es un torneo profesional de tenis. Pertenece al ATP Challenger Series. Se juega desde el año 2013 sobre pistas duras, en Yeongwol, Corea del Sur.

## Palmarés

### Individuales
| Año  | Campeón       | Finalista   | Resultado |
| ---- | ------------- | ----------- | --------- |
| 2013 | Bradley Klahn | Taro Daniel | 7–65, 6–2 |

### Dobles
| Año  | Campeones                 | Finalistas                  | Resultado        |
| ---- | ------------------------- | --------------------------- | ---------------- |
| 2013 | Marin Draganja Mate Pavić | Lee Hsin-han Peng Hsien-yin | 6–4, 4–6, [10–7] |